# Marchais-en-Brie
Marchais-en-Brie és un municipi francès situat al departament de l'Aisne i a la regió dels Alts de França. L'any 2007 tenia 262 habitants.

## Demografia

### Població
El 2007 la població de fet de Marchais-en-Brie era de 262 persones. Hi havia 84 famílies de les quals 8 eren unipersonals (8 dones vivint soles i 8 dones vivint soles), 32 parelles sense fills, 40 parelles amb fills i 4 famílies monoparentals amb fills.
La població ha evolucionat segons el següent gràfic:
Habitants censats

### Habitatges
El 2007 hi havia 133 habitatges, 89 eren l'habitatge principal de la família, 36 eren segones residències i 8 estaven desocupats. 131 eren cases i 2 eren apartaments. Dels 89 habitatges principals, 82 estaven ocupats pels seus propietaris, 5 estaven llogats i ocupats pels llogaters i 2 estaven cedits a títol gratuït; 1 tenia dues cambres, 22 en tenien tres, 18 en tenien quatre i 48 en tenien cinc o més. 78 habitatges disposaven pel capbaix d'una plaça de pàrquing. A 30 habitatges hi havia un automòbil i a 53 n'hi havia dos o més.

### Piràmide de població
La piràmide de població per edats i sexe el 2009 era:
| Homes | Edats   | Dones |
| ----- | ------- | ----- |
| 0     | 95 o +  | 0     |
| 20    | 90 a 94 | 4     |
| 0     | 85 a 89 | 0     |
| 4     | 80 a 84 | 4     |
| 4     | 75 a 79 | 0     |
| 4     | 70 a 74 | 4     |
| 8     | 65 a 69 | 0     |
| 4     | 60 a 64 | 8     |
| 0     | 55 a 59 | 0     |
| 4     | 50 a 54 | 4     |
| 12    | 45 a 49 | 0     |
| 8     | 40 a 44 | 16    |
| 8     | 35 a 39 | 8     |
| 16    | 30 a 34 | 8     |
| 8     | 25 a 29 | 16    |
| 0     | 20 a 24 | 4     |
| 8     | 15 a 19 | 4     |
| 0     | 10 a 14 | 4     |
| 4     | 5 a 9   | 16    |
| 4     | 0 a 4   | 12    |

## Economia
El 2007 la població en edat de treballar era de 147 persones, 123 eren actives i 24 eren inactives. De les 123 persones actives 110 estaven ocupades (62 homes i 48 dones) i 13 estaven aturades (8 homes i 5 dones). De les 24 persones inactives 6 estaven jubilades, 7 estaven estudiant i 11 estaven classificades com a «altres inactius».

### Ingressos
El 2009 a Marchais-en-Brie hi havia 106 unitats fiscals que integraven 277 persones, la mediana anual d'ingressos fiscals per persona era de 19.467 €.

### Activitats econòmiques
Dels 9 establiments que hi havia el 2007, 7 eren d'empreses de construcció, 1 d'una empresa de comerç i reparació d'automòbils i 1 d'una empresa de transport.
Dels 5 establiments de servei als particulars que hi havia el 2009, 2 eren paletes, 1 lampisteria i 2 electricistes.
L'any 2000 a Marchais-en-Brie hi havia 14 explotacions agrícoles que ocupaven un total de 1.265 hectàrees.

## Poblacions més properes
El següent diagrama mostra les poblacions més properes.